# Antiscientismus
Antiscientismus (z řeckého αντι – anti (proti) a latinského scientia – vědění) je kritický myšlenkový proud poukazující na omezenost či jednostrannost vědeckého poznání. Antiscientický postoj totiž neuznává možnost vědeckých postupů či metodologií k vyvozovaní všeobecné znalosti či praktické aplikaci. Přesvědčení antiscientistů vězí ve vědeckém redukcionismu jako prostředku k všeobecnému poznání.
Antiscientický přístup k souzení vědeckých metod a poznatků je možno dělit na dvě podoby, dle jejich kritických reakcí. Umírněný postoj soudu zastává názor nedostatečnosti vědeckých poznatků, a to i přes nespornost jejich dosavadních výsledků; tento postoj je typický zejména pro filozofii a fenomenologii Edmunda Husserla či jeho žáka a nástupce Martina Heideggera. Oproti tomu radikálnější kritický přístup se řídí tím, že věda je chybná ve všech směrech jejího poznání; dále rozvinuto v dílech postmoderních či poststrukturálních. Tento přístup je dále podporován i určitými sympatizanty genderových studií.

## Historie
Počátek antiscientismu lze datovat do 18. století, kdy vznikl jako odezva na vědecký materialismus. V tehdy osvícenské době se totiž objevil „ideál jednotného systému všech věd“. Existovala zde však jistá obava z pojmu, neboť zužoval rozum a vědu do jednoho všestranného systému, který ve své podstatě omezoval zorné pole tehdejšího vědění.
Tehdejší antiscientický přístup vytyčil základy odmítání vědy. Jeho hlavní koncepcí bylo odmítání vědeckého modelu prosazujícího, že jen věda, která je jistým způsobem měřitelná či klasifikovatelná, je skutečná. V kombinaci s vědeckým pozitivismem nezpochybňují realitu neměřitelných jevů, naopak věří, že tyto jevy by ve vědeckém výzkumu neměly být měřené. Doposud však tento teoretický základ není ve vědecké komunitě dominantní či konsenzuální jako základ pro vědeckou metodu (viz filozofie vědy).

## Oblasti uplatnění

### Filozofie
V oblasti filozofie jsou námitky proti vědě často námitky ohledně role redukcionismu ve vědě. Například v oblasti psychologie, jak redukcionisté, tak antiredukcionisté, souhlasí s tím, že nemolekulární vysvětlení se nemusí nutně zdokonalovat, pokud jej korigujeme nebo zakládáme na vysvětlení molekulárním.
Dále epistemologický antiredukcionismus například předpokládá, že vzhledem k omezené lidské kapacitě možného mentálního myšlení není v lidských silách pochopit fyzikální vysvětlení mnoha složitých jevů a fenoménů, i kdyby lidé znali zákony, jimiž se tyto jevy řídí.
Názor mnoha filozofů zabývajících se touto problematikou je rozdělen v otázce, zda je redukce optimální vědecká strategie k pochopení fenoménů. Přesto se však mnozí shodují v problematice vědeckého výzkumu a doufají v jiné možnosti zdůvodnění, než je dosavadní metoda rozložení problému na částice. Tento názor vychází převážně z obav ohledně koncepce nepoznané reality, ta totiž ovlivňuje možnou správnost skutečností všech dosavadních měření.

### Sociologie
V oblasti společenských věd popsal sociolog Thomas Gieryn jisté antiscientisty jako strůjce fantazijních idejí o vědě, které však ohrožují dosavadní důvěryhodnost faktického, empirického vědeckého poznání. Jedná se o typ vědců, kteří ve snaze o dekonstrukci vědy upustili od jejich příslušnosti. Zůstává zde však otázka, kolik vědců společenských věd odpovídá standardnímu ideálu etického, racionálního, nezaujatého, skeptického myslitele. V oblasti vědy totiž dochází k častému problému „unešení se vlastní teorií“, ten se vyznačuje ztrátou vědeckých hodnost a často je to poté pouze reputace těchto vědců, která hájí jejich práci, oproti jejím empiriím.

### Politologie
Levicové ideologie čerpají z poznatků antiscientismu, přičemž využívají argumentu, že vědecké poznání ne vždy reprezentuje skutečné poznaní, ale pouze odráží ideologii dominantních skupin ve společnosti. Ty poté aplikují do svých ideologií. Věda je tedy v tomto směru spojována s politickou pravicí a je vnímána jako systém, který je konzervativní a konformní, který tlumí inovaci, odmítá změnu a chová se diktátorsky. Dá se vyložit i tak, že věda má buržoazní a eurocentrický světový pohled.
Mnoho dalších vědeckých oborů, které stojí na obou stranách jak biologických, tak sociologických věd se setkalo s odporem levice. Toto je zapříčiněno zejména spojováním těchto věd s vědeckým rasismem a neokolonialismem.
Pravicové ideologie datují počátek antiscientického smýšlení k reakci romantismu na osvícenství. Vymezovalo se převážně srovnáním k romantismu, který je často nazýván jako smýšlení, jež vyzdvihovalo intuice, vášeň a organické spojení s přírodou jako hlavní hodnoty. Naopak považovalo racionální uvažování pouze za výtvor lidského života. V tu dobu vzniklo mnoho antiscientických, konzervativních polemik, jako třeba o evoluci či moderní kosmologii, vyučovaných na středních školách, které se vyznačovaly pravicovým smýšlením.
Charakteristický rys antiscientismu spojovaného s pravicí je přiklánění se a využívání konspiračních teorií jako nástroje k vysvětlení, proč vědci věří v to, v co věří. Je to pokus o podrytí jistoty nebo síly, které jsou obyčejně s vědou spojovány.